# Neesia glabra
Neesia glabra är en malvaväxtart som beskrevs av Odoardo Beccari. Neesia glabra ingår i släktet Neesia och familjen malvaväxter. Inga underarter finns listade i Catalogue of Life.